# 加茂川 (新潟県)
加茂川（かもがわ）は、新潟県加茂市を流れる一級河川。信濃川の支川。

## 概要

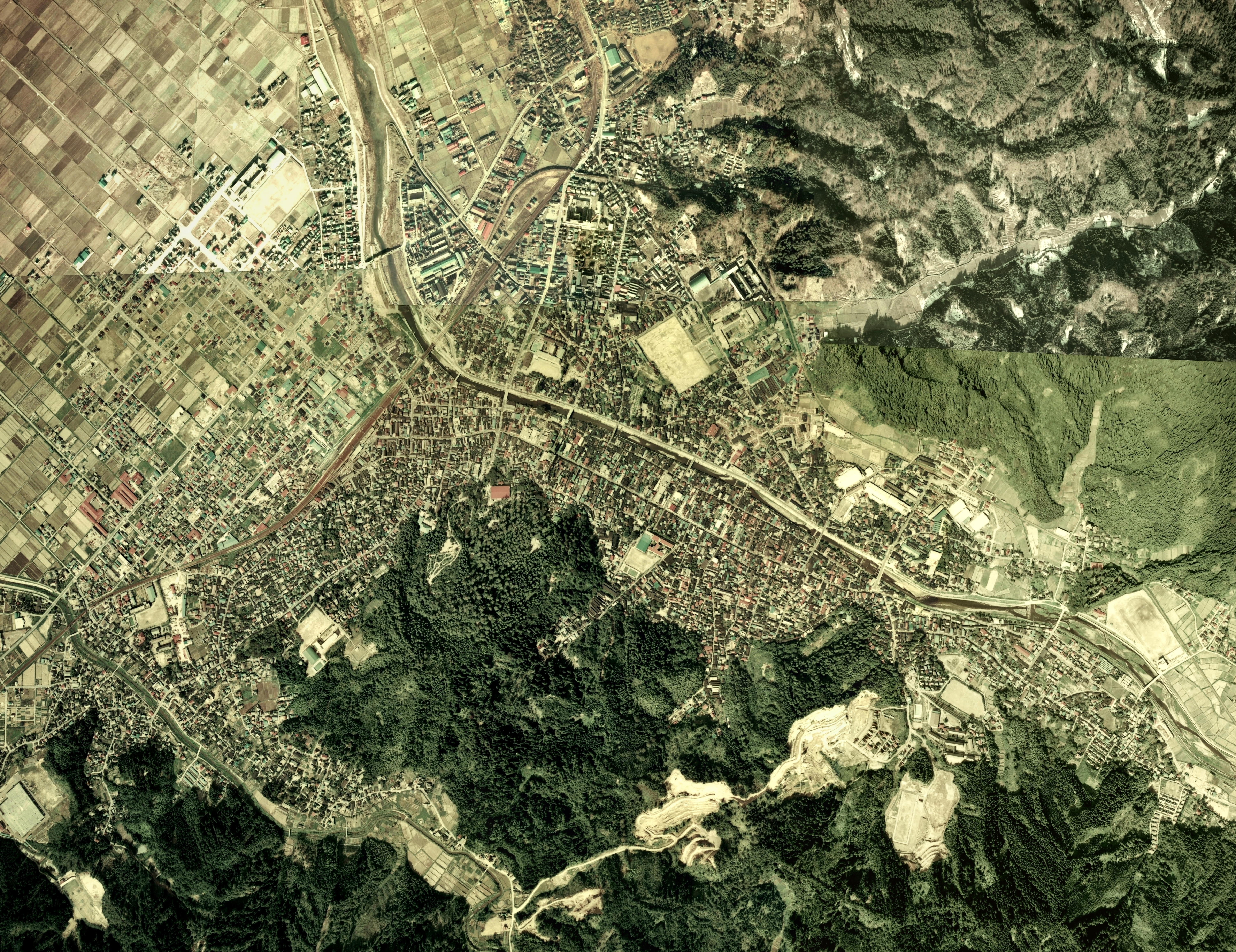
加茂市中心部を流れる加茂川の空中写真。
1975年撮影の8枚を合成作成。。

加茂市南東部の粟ヶ岳（標高1,293 m）に源を発したのち加茂市内を貫流し、田上町に入った直後に信濃川に合流する。途中、加茂市の市街地の中心部を流れる。
ギンブナやウグイのほか、メダカやアカザ、スナヤツメといった魚類の生息が確認されている。
1988年、「加茂川修景」が、昭和63年度手づくり郷土賞（ふるさとに恵みを与える川）受賞。
1969年（昭和44年）8月の豪雨による水害では氾濫が発生して市街地を含む加茂市内の広範囲が浸水し、甚大な被害が発生した。その後の河川改修により川幅は約2倍に広げられ、その際に生まれた河川敷には公園や花壇が整備された。
なお、2011年の平成23年7月新潟・福島豪雨の際にも氾濫が発生した。
毎年、8月14日に加茂川で越後加茂川夏祭りが行われる。

## 橋梁
加茂川には26本の橋が架かっており、うち市街地の8本にはシンボルとなる親柱がついている。